# Bolesław Sierzputowski

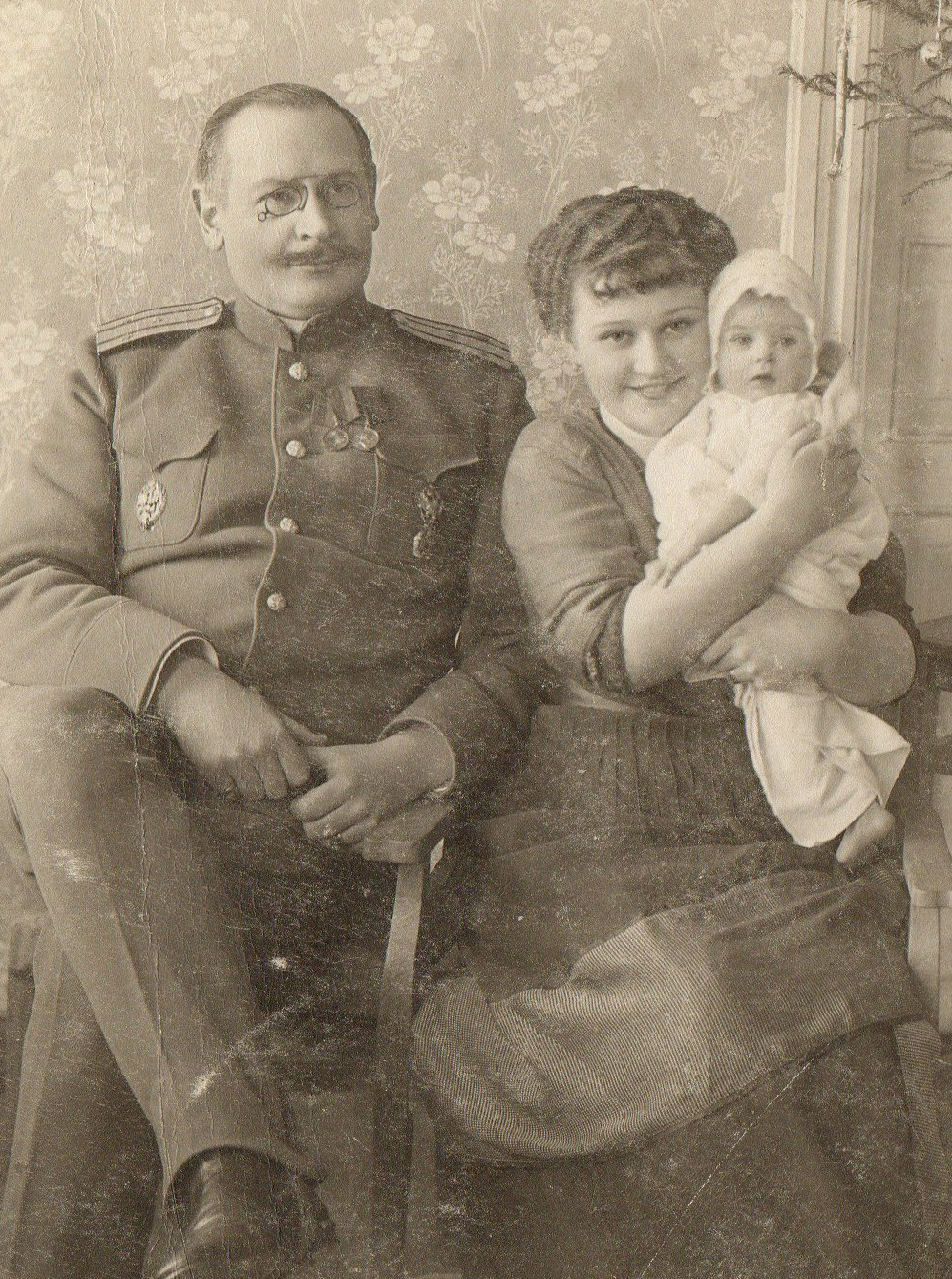
Gen. Bolesław Sierzputowski z żoną Idą z Żółtowskich i córką Wandą.

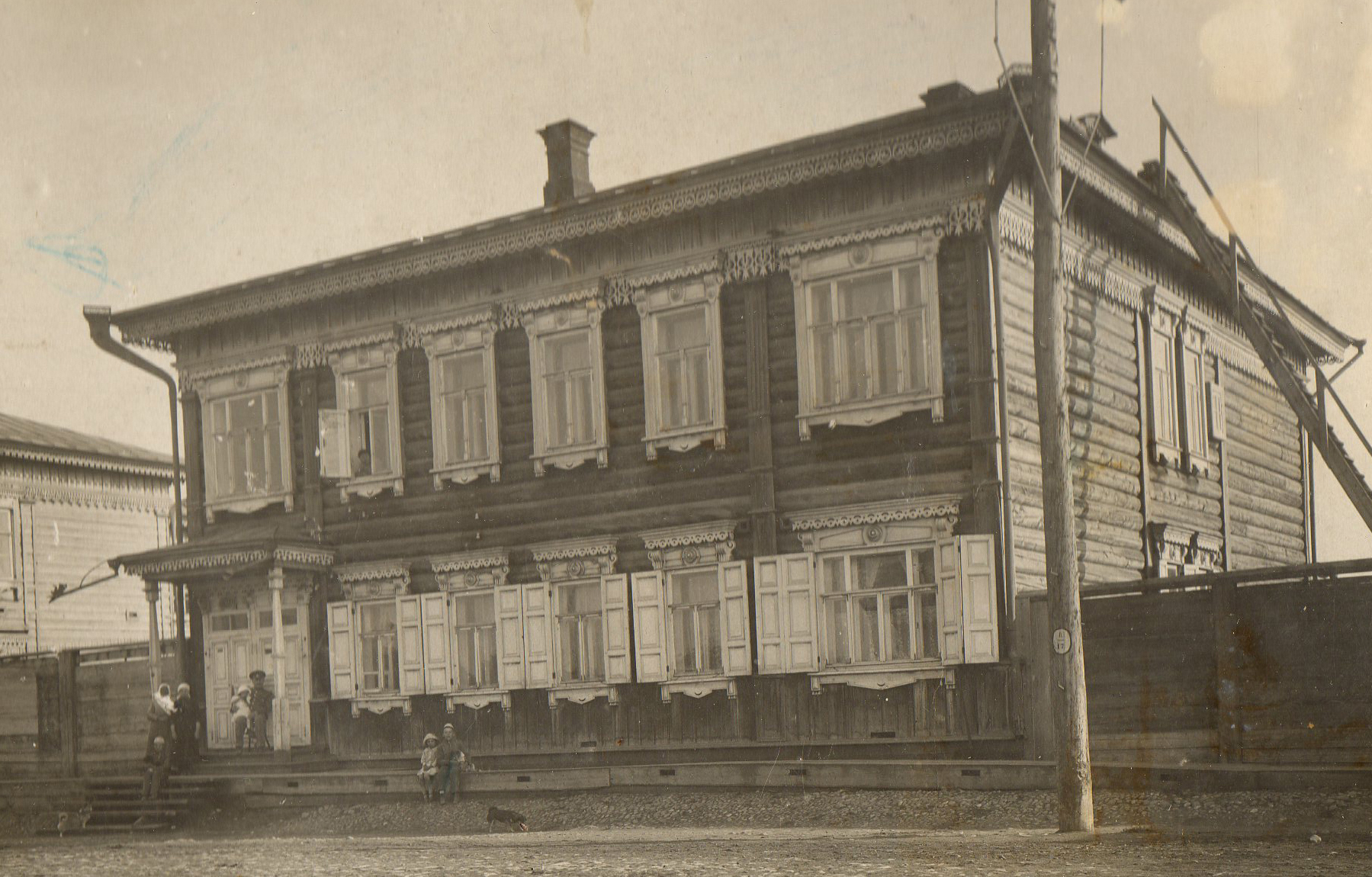
Bolesław Sierzputowski na ganku domu przy ul. Miasnoj w Irkucku.

Bolesław Antoni Sierzputowski (ur. 1 stycznia 1874 w Warszawie, zm. 24 lutego 1933 w Warszawie) – tytularny generał brygady Wojska Polskiego.

## Życiorys
Bolesław Antoni Sierzputowski urodził się w dniu 1 stycznia 1874 roku w Warszawie, w rodzinie Tadeusza Tymoteusza Ignacego (ur. 1833 r., zm. 1897 r.) i Anieli Anny Róży z Szawelskich (ur. 1840 r., zm. 1926 r.). Ochrzczony został w warszawskiej parafii pod wezwaniem Wszystkich Świętych. Posiadał sześcioro rodzeństwa: dwie siostry (Marię Teklę i Eugienię) oraz czterech braci (Władysława Józefa Floriana, Tadeusza Kazimierza, Witolda i Stefana Czesława).
Ukończył gimnazjum praskie i Odeską Szkołę Junkrów Piechoty (ros. Одесское пехотное юнкерское училище). Od 19 lipca 1893 roku pełnił służbę w Armii Imperium Rosyjskiego. Dwa lata później awansował do stopnia podporucznika (ros. Подпоручик). W drugiej połowie 1897 r., w randze podporucznika, pełnił służbę wojskową w 6 Lipawskim Pułku Piechoty Księcia Fryderyka Leopolda Pruskiego (zamieszkiwał wówczas w Brześciu Litewskim). W 1909 roku w randze sztabskapitana pełnił służbę wojskową w 237 Kriemlewskim Rezerwowym Batalionie Piechoty stacjonującym w Niżnym Nowogrodzie. W toku dalszej kariery, już w randze podpułkownika, ukończył w roku 1911 Akademię Intendentury w Sankt Petersburgu (ros. Интендантская академия) i pełnił w tej służbie kolejne funkcje kierownicze. W roku 1917 awansował do stopnia pułkownika (ros. Полковник). Podczas swojej służby w armii rosyjskiej stacjonował między innymi w garnizonach w Aschabadzie (Turkmenia) i Irkucku na Syberii (lata 1911 - 1912).
Od dnia 3 marca 1920 roku pełnił służbę w Naczelnym Dowództwie Wojska Polskiego na Syberii. Zajmował stanowisko zastępcy komendanta transportu na statku „Brandenburg” (był to jeden z ostatnich transportów żołnierzy polskich z Syberii) - pułkownika Bronisława Górskiego. Statek ten w dniu 30 sierpnia 1920 roku wypłynął z Władywostoku, a pod koniec listopada tegoż roku zawinął do portu morskiego w Gdańsku.
W dniu 30 kwietnia 1921 roku został zatwierdzony w stopniu pułkownika intendenta ze starszeństwem z dniem 1 kwietnia 1920 roku, w „grupie byłych Korpusów Wschodnich i byłej armii rosyjskiej”. W tym okresie (rok 1921) pełnił służbę na stanowisku pomocnika komendanta Komisji Odbioru Transportów Zagranicznych. Na dzień 1 czerwca 1921 roku pełnił służbę w Departamencie VII Intendentury Ministerstwa Spraw Wojskowych. Dekretem z dnia 18 lutego 1922 r. (O.V.L. 87190) Naczelnik Państwa i Naczelny Wódz przeniósł, w Korpusie Oficerów Intendentury, płk. Bolesława Antoniego Sierzputowskiego w stały stan spoczynku z dniem 1 stycznia 1922 roku.
W dniu 26 października 1923 roku Prezydent Rzeczypospolitej Polskiej Stanisław Wojciechowski zatwierdził go w stopniu tytularnego generała brygady.
Pozostając na emeryturze mieszkał w Warszawie. W dniu 1 września 1930 roku założył i prowadził aż do swojej śmierci prywatną Szkołę Handlową w Legionowie, która wówczas była jedyną szkołą ponadpodstawową w tej miejscowości.
Generał Bolesław Sierzputowski zmarł w dniu 24 lutego 1933 roku w Warszawie i został pochowany na tamtejszym cmentarzu Powązkowskim (kwatera 30 wprost, rząd 4, grób 13).

## Rodzina
Dnia 27 października 1897 r. w parafii pw. Świętego Krzyża w Warszawie zawarł swój pierwszy związek małżeński - z Krystyną Natalią Małdorską (urodzoną w Warszawie, córką Jana i Ludwiki z Frejlichów). Pierwsza żona Bolesława Sierzputowskiego zmarła w dniu 5 października 1909 roku. Dnia 22 maja 1911 roku w warszawskiej parafii pw. św. Aleksandra zawarł kolejny związek małżeński - z Idą Ludwiką z Żółtowskich (ur. 1891 r., zm. 1959 r.). Z drugą żoną miał córkę Wandę (ur. 1913 r., zm. 1997 r.), żonę kaprala podchorążego Andrzeja Olszańskiego ps. „Andrzej”, żołnierza Batalionu AK „Ruczaj”.